# 健力控股
健力控股有限公司，簡稱健力控股（英語：GenRx Holdings Limited），在2000年，由香港興業國際集團有限公司，於香港（總部）成立。
其業務在香港、澳門及馬尼拉經營糖尿病及心血管診治中心、癌症治療中心、牙科診所、中醫診所及多元化專科門診中心，其資產包括恒健牙科醫務、恒健醫療集團、健維醫療中心、恬愉堂中醫中心、瑞光放射診斷中心及確進糖尿專科中心，又在港安醫院成立安美癌科治療中心。

## 事件
2011年12月8日，該公司旗下安美香港醫務有限公司前配藥員吳寶琴（主腦），和配偶陳闖及前顧問黃家銘，以該公司名義進行騙取3,900萬港元（502萬美元），被香港廉政公署拘捕，而案中主腦在調查前已離港，因此發出通緝令。
2012年8月23日（案件編號： HCA1512/12），該公司旗下恒健牙科下屬冼仲彥、朱啟裕和周家華，在未經得到該公司和僱主同意，擅自在上環中遠大廈和旺角九龍行的診所作為會議舉行的場地，其次用作投資物業，因此3名被告被該公司索償。

## 外部連結
- genrx.com.hk （页面存档备份，存于）
- health-care.com.hk （页面存档备份，存于）
- discoverytcm.com （页面存档备份，存于）
- ammed.com （页面存档备份，存于）
- qualigenics.com
- imagingmed.com （页面存档备份，存于）